# Sosigenes (cráter)

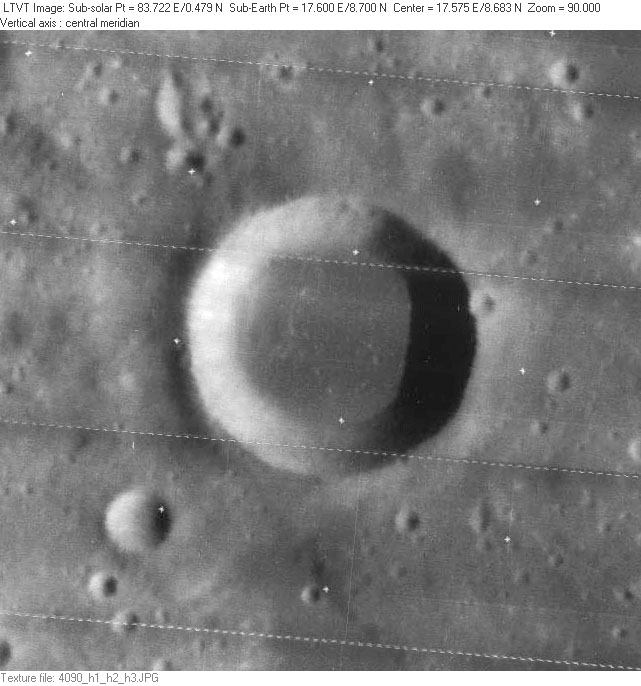
Fotografía de la misión Lunar Orbiter 4

Sosigenes es un cráter de impacto lunar situado en la orilla oeste del Mare Tranquillitatis. Se encuentra a unos 35 km al este de la gran planicie amurallada del cráter Julius Caesar. El borde del cráter tiene un alto albedo, haciéndolo relativamente brillante. Tiene una pequeña elevación en el punto medio de la plataforma central.
|  |

Al este, sobre el mare discurre un conjunto de hendiduras denominado Rimae Sosigenes, que orientadas hacia el norte abarcan una longitud de unos 150 kilómetros. El pequeño cráter en forma de cuenco Sosignes A atraviesa una de estas grietas.

## Cráteres satélite
Por convención estos elementos son identificados en los mapas lunares poniendo la letra en el lado del punto medio del cráter que está más cercano a Sosigenes.
|           | \| Sosigenes \| Coordenadas \| Diámetro \| \| --------- \| -------------------------- \| -------- \| \| A \| 7°48′N 18°30′E / 7.8, 18.5 \| 12 km \| \| B \| 8°18′N 17°12′E / 8.3, 17.2 \| 4 km \| \| C \| 7°12′N 18°54′E / 7.2, 18.9 \| 3 km \| |          |
| Sosigenes | Coordenadas | Diámetro |
| A         | 7°48′N 18°30′E / 7.8, 18.5 | 12 km    |
| B         | 8°18′N 17°12′E / 8.3, 17.2 | 4 km     |
| C         | 7°12′N 18°54′E / 7.2, 18.9 | 3 km     |